# حسین کازرانی
حسین کازرانی (زاده ۲۳ فروردین ۱۳۲۶ - اندیمشک) بازیکن سابق فوتبال ایران است. کازرانی در سال ۴۱ و در سن ۱۵ سالگی به تیم جم اندیمشک پیوست و در سال ۴۵ به همراه این تیم قهرمان مسابقات آموزشگاه‌های کشور (به میزبانی تبریز) شد. کازرانی بعد از انحلال تیم جم به تیم منتخب استان خوزستان دعوت شد و در رقابتهای سراسری فوتبال جوانان ایران ۱۳۴۶ شرکت کرد و توانست عنوان نائب قهرمانی این دوره از مسابقات را به دست بیاورد. پس از درخشش در تیم منتخب خوزستان مورد توجه مهدی نصرالهی قرار گرفت و به باشگاه فوتبال پاس تهران پیوست او با سبز پوشان قهرمان جام منطقه‌ای ایران در سال ۱۳۴۹ شد.
کازرانی که به بازیکن کلیدی پاس بدل شده بود و در خط دفاع ستاره جام تخت جمشید بود با این تیم دو بار در سالهای ۵۵ و ۵۶ قهرمان لیگ سراسری ایران شد.

## تیم ملی
کازرانی سابقه ۲۵ بازی و ۲ گل ملی نیز در کارنامه دارد.